# Onosma montanum
Onosma montanum är en strävbladig växtart som beskrevs av James Edward Smith. Onosma montanum ingår i släktet Onosma och familjen strävbladiga växter. Inga underarter finns listade i Catalogue of Life.